# Eurolega 2017-2018
L'Eurolega 2017-2018 è stata la 53ª edizione della massima competizione europea di hockey su pista riservata alle squadre di club, l'11ª con la denominazione di Eurolega. Il torneo ha avuto inizio il 4 novembre 2017 e si è concluso il 13 maggio 2018. Il titolo è stato conquistato dagli spagnoli del Barcellona per la ventideusima volta nella loro storia sconfiggendo in finale i portoghesi del Porto. Il Barcellona, in qualità di squadra vincitrice, e il Porto, come finalista del torneo, hanno avuto anche il diritto di partecipare alla Coppa Continentale.

## Squadre partecipanti
| Nazione    | Club            | Città               | Qualificazione                                                                |
| ---------- | --------------- | ------------------- | ----------------------------------------------------------------------------- |
| Francia    | La Vendéenne    | La Roche-sur-Yon    | 1º in Nationale 1 2016-2017, Campione di Francia                              |
| Francia    | Quévert         | Quévert             | 2º in Nationale 1 2017-2018                                                   |
| Germania   | Iserlohn        | Iserlohn            | 4º in Rollhockey-Bundesliga 2016-2017, vince i play-off, campione di Germania |
| Italia     | Amatori Lodi    | Lodi                | 2º in Serie A1 2016-2017, vince i play-off, campione d'Italia                 |
| Italia     | Follonica       | Follonica           | 4º in Serie A1 2016-2017, semifinale dei play-off                             |
| Italia     | Forte dei Marmi | Forte dei Marmi     | 1º in Serie A1 2016-2017, finale dei play-off                                 |
| Italia     | CGC Viareggio   | Viareggio           | 3º in Serie A1 2016-2017, semifinale dei play-off                             |
| Portogallo | Benfica         | Lisbona             | 2º in 1ª Divisão 2016-2017                                                    |
| Portogallo | Oliveirense     | Oliveira de Azeméis | 3º in 1ª Divisão 2016-2017                                                    |
| Portogallo | Porto           | Porto               | 1º in 1ª Divisão 2016-2017, campione del Portogallo                           |
| Portogallo | Sporting CP     | Lisbona             | 4º in 1ª Divisão 2016-2017                                                    |
| Spagna     | Barcellona      | Barcellona          | 1º in OK Liga 2016-2017, campione di Spagna                                   |
| Spagna     | Liceo La Coruña | La Coruña           | 3º in OK Liga 2016-2017                                                       |
| Spagna     | Reus Deportiu   | Reus                | Campione d'Europa in carica e 2º in OK Liga 2016-2017                         |
| Spagna     | Vic             | Vic                 | 4º in OK Liga 2016-2017                                                       |
| Svizzera   | Montreux        | Montreux            | 3º in Lega Nazionale A 2016-2017, vince i play-off, campione di Svizzera      |

## Risultati

### Fase a gironi

#### Girone A
| Squadra       | Pt | G | V | N | P | GF | GS | DG  |
| ------------- | -- | - | - | - | - | -- | -- | --- |
| Reus Deportiu | 16 | 6 | 5 | 1 | 0 | 37 | 15 | +22 |
| Oliveirense   | 10 | 6 | 3 | 1 | 2 | 33 | 19 | +14 |
| CGC Viareggio | 8  | 6 | 2 | 2 | 2 | 31 | 24 | +7  |
| Iserlohn      | 0  | 6 | 0 | 0 | 6 | 10 | 53 | -43 |

| Arbitri: | Roland Eggimann Steff Jordi |

|                                                                                |           |               |
| Bargalló 9'16" 15'30" 27'32" Selva 22'54" Barreiros 39'10" Souto 46'32" 48'57" | Marcatori | 2'59" Pereira |

| Arbitri: | Paulo Rainha Julio Teixeira |

|                                            |           |                                                   |
| Casanovas 5'01" Marin 27'13" 27'57" 42'22" | Marcatori | 12'03" Costa 20'47" 28'15" Gavioli 22'10" Ventura |

| Arbitri: | Xavier Bleuzen Julien Thibaud |

|                                              |           | |
| Milewski 13'22" 38'39" Pereira 33'56" 46'51" | Marcatori | 6'09" 33'41" Torra 15'04" Salvat 15'29" Rodriguez 30'49" Bancells 39'27" 40'34" Casanovas 41'51" Marin |

| Arbitri: | Jose Gomez Daniel Picò |

|                                                 |           |                                                   |
| Ventura 3'03" 44'45" Muglia 33'06" Costa 33'06" | Marcatori | 1'07" Souto 12'32" 44'43" Bargalló 34'27" Moreira |

| Arbitri: | Alessandro Eccelsi Filippo Fronte |

|                                                |           |                                                                          |
| Bargalló 2'25" Cancela 32'46" Barreiros 46'39" | Marcatori | 3'55" 29'25" Torra 23'38" Rodriguez 44'43" 46'20" Marin 49'27" Casanovas |

| Arbitri: | Jose Pinto Paulo Santos |

|              |           |                              |
| Henke 13'16" | Marcatori | 10'29" 27'00" 33'24" Ventura |

| Arbitri: | Franco Ferrari Joseph Silecchia |

|                                                        |           |  |
| Torra 8'30" Marin 23'18" 28'36" Bancells 36'03" 46'02" | Marcatori |  |

| Arbitri: | Joao Duarte Ricardo Leao |

| |           |                            |
| Costa 1'00" 4'18" 34'46" Gavioli 8'56" 35'04" Ventura 12'02" M. Bertolucci 12'59" 13'33" 46'33" Muglia 17'04" 43'08" Vecoli 18'32" 44'00" Montigel 24'00" Palagi 29'40" | Marcatori | 36'48" Henke 49'10" Glowka |

| Arbitri: | Giovanni Andrisani Claudio Ferraro |

|  |           | |
|  | Marcatori | 13'00" 17'00" 44'00" Bargalló 22'00" 23'00" Cancela 28'00" Moreira 33'00" Burgaya 34'00" Barreiros 46'00" Souto |

| Arbitri: | Joaquim Pinto Rui Torres |

|                                      |           |                                                            |
| M. Bertolucci 20'49" Montigel 22'27" | Marcatori | 21'24" Torra 28'26" Bancells 39'30" Marin 47'15" Rodriguez |

| Arbitri: | Pascal Hanras Stephane Rizzotti |

| |           |                              |
| Torra 7'20" 8'26" 27'28" 33'56" Rodriguez 23'49" 41'14" Gimenez 35'26" Salvat 37'10" 41'36" Escala 41'36" | Marcatori | 11'02" Pereira 42'36" Borkei |

| Arbitri: | Ivan Gonzalez Oscar Valverde |

| |           |                                          |
| Bargalló 2'12" 26'38" Cancela 15'30" 37'58" Souto 31'24" 44'33" Araujo 46'46" Selva 47'45" Burgaya 48'59" | Marcatori | 29'00" Vecoli 37'55" Ventura 40'11 Costa |

#### Girone B
| Squadra      | Pt | G | V | N | P | GF | GS | DG  |
| ------------ | -- | - | - | - | - | -- | -- | --- |
| Porto        | 16 | 6 | 5 | 1 | 0 | 50 | 17 | +33 |
| Follonica    | 12 | 6 | 4 | 0 | 2 | 29 | 29 | 0   |
| La Vendéenne | 4  | 6 | 1 | 1 | 4 | 21 | 34 | -13 |
| Vic          | 2  | 6 | 0 | 2 | 4 | 13 | 33 | -20 |

| Arbitri: | Ulderico Barbarisi Massimiliano Carmazzi |

| |           |                                |
| Alves 1'54" 16'20" 49'59" Silva 5'58" 30'13" Garcia 20'13" 37'24" H. Nunes 28'36" Costa 28'46" 35'12" 35'57" A. Baliu 37'24" Morais 48'06" | Marcatori | 46'11" Clos 49'18" Saladrigues |

| Arbitri: | Jose Gomez Juan Melero |

|                                                                            |           |                                                |
| Martinez 0'29" 32'17" Saavedra 6'35" 49'24" Rodriguez 20'08" Banini 37'10" | Marcatori | 28'56" Saez 41'19" 46'00" Prats 45'19" Gefflot |

| Arbitri: | Miguel Guilherme Ricardo Leao |

|  |           |                 |
|  | Marcatori | 33'18" Saavedra |

| Arbitri: | Antonio Gomez Alberto Lopez |

|                                       |           | |
| Hernandez 8'00" Salvado 29'00" 31'00" | Marcatori | 8'00" 21'00" 35'00" Alves 13'00" 37'00" Rafa 25'00" 46'00" H. Nunes 42'00" 47'00" Morais 44'00" Silva 49'00" Pinto |

| Arbitri: | Ivan Gonzalez Oscar Valverde |

|                |           |                                                                                    |
| Saavedra 6'57" | Marcatori | 9'32" 45'50" 49'35" Garcia 18'34" Morais 35'13" Alves 32'08" Pinto 37'44" H. Nunes |

| Arbitri: | Urs Dornbierer Roland Eggimann |

|            |           |              |
| Saez 9'16" | Marcatori | 31'25" Lopez |

| Arbitri: | Xavier Bleuzen Julien Thibaud |

|                                                                                          |           |                                                     |
| H. Nunes 3'48" 16'54" Garcia 11'48" Pinto 23'19" Morais 25'09" Alves 30'07" Silva 40'38" | Marcatori | 1'32" 46'07" Banini 35'50" Martinez 43'47" Fantozzi |

| Arbitri: | Daniel Loewe Lars Niestroy |

|  |           |                                                           |
|  | Marcatori | 3'42" 27'27" 30'48" Prats 33'11" Debrouver 49'50" Gefflot |

| Arbitri: | Pascal Hanras Stephane Rizzotti |

|                                       |           |                                                   |
| Ordeig ?'??" Lopez ?'??" Urbano ?'??" | Marcatori | ?'??" Silva ?'??" Garcia ?'??" Morais ?'??" Alves |

| Arbitri: | Ruben Fernandez Daniel Villar |

|                                                         |           |                                                                                           |
| Posito 10'03" 18'35" Gefflot 20'30" David 28'13" 48'48" | Marcatori | 6'32" Rodriguez 10'24" 17'25" 21'08" 32'55" 38'23" Martinez 39'04" Saavedra 48'40" Banini |

| Arbitri: | Paulo Santos Julio Teixeira |

| |           |                                                                            |
| Pagnini 3'41" Rodriguez 3'47" Banini 5'00" 5'51" 35'40" Martinez 8'52" 32'00" 47'29" Saavedra 18'21" | Marcatori | 9'57" Grau 18'51" 20'25" Manrubia 23'46" Urbano 24'56" Oller 31'55" Ordeig |

| Arbitri: | Inigo Lopez Leiton Alberto Veiga |

|                                                                                       |           |                                 |
| H. Nunes 9'33" 46'26" A. Baliu 17'56" Alves 29'39" 39'09" 42'02" Morais 45'39" 48'12" | Marcatori | 24'50" Saez 35'46" 45'06" Prats |

#### Girone C
| Squadra         | Pt | G | V | N | P | GF | GS | DG  |
| --------------- | -- | - | - | - | - | -- | -- | --- |
| Barcellona      | 18 | 6 | 6 | 0 | 0 | 29 | 6  | +23 |
| Benfica         | 10 | 6 | 3 | 1 | 2 | 36 | 21 | +15 |
| Forte dei Marmi | 7  | 6 | 2 | 1 | 3 | 23 | 16 | +7  |
| Montreux        | 0  | 6 | 0 | 0 | 6 | 9  | 54 | -45 |

| Arbitri: | Joaquim Pinto Jose Pinto |

|                               |           |  |
| Álvarez 37'37" Pascual 37'52" | Marcatori |  |

| Arbitri: | Alessandro Eccelsi Filippo Fronte |

| |           |                               |
| D. Rafael 10'42" Adroher 12'19" Rocha 12'35" 19'51" 23'39" 41'06" T. Rafael 21'53" 49'43" Rodrigues 23'59" 42'20" Nicolía 28'00" Neves 32'41" Vieira 36'21" 40'03" | Marcatori | 37'00" Laborde 46'38" Bertran |

| Arbitri: | Thomas Ehlert Thomas Ullrich |

|  |           | |
|  | Marcatori | 9'57" 38'15" Bargalló 16'35" 31'30" 46'52" Ordóñez 22'27" Álvarez 12'21" 25'25" 27'23" 49'38" Pascual |

| Arbitri: | Ivan Gonzales Oscar Valverde |

|               |           |              |
| Romero 41'42" | Marcatori | 46'00" Neves |

| Arbitri: | Franco Ferrari Matteo Galoppi |

|                                                      |           | |
| Nicolía 1'05" 43'21" Adroher 40'35" Rodrigues 47'32" | Marcatori | 5'17" Panadero 18'29" Alabart 19'50" 45'11" Ordóñez 30'07" 43'11" Álvarez 36'29" Barroso 46'00" Pascual |

| Arbitri: | Xavier Bleuzen Julien Thibaud |

|              |           |                                                    |
| Terns 47'27" | Marcatori | 39'57" Torner 48'39" Motaran 49'12" 49'30" Pagnini |

| Arbitri: | Ulderico Barbarisi Massimiliano Carmazzi |

|                                |           |  |
| Ordóñez 44'18" Bargalló 48'40" | Marcatori |  |

| Arbitri: | Pascal Hanras Stephane Rizzotti |

| |           |                            |
| Romero 3'35" 6'52" 31'39" Torner 4'37" 20'28" 25'56" 41'07" Pagnini 10'13" Maremmani 18'42" 23'48" De Oro 23'43" Cinquini 41'26" | Marcatori | 9'42" Bertran 27'49" Sousa |

| Arbitri: | Gerard Gorina Angel Tavera |

|                                                |           | |
| Bertran 1'15" 11'28" Terns 35'49" Sousa 45'25" | Marcatori | 5'44" 39'47" Rafael 6'18" 11'55" 14'23" 37'53" 44'33" 46'55" 48'52" Rodrigues 7'53" Nicolía 8'59" Neves |

| Arbitri: | Miguel Guilherme Paulo Rainha |

|                            |           |                                                     |
| Romero 17'33" Rossi 48'49" | Marcatori | 10'33 Alabart 28'44" Panadero 46'54" 49'03" Álvarez |

| Arbitri: | Joao Duarte Ricardo Leao |

|                                     |           |  |
| Ordóñez 13'26" 17'29" Joseph 25'34" | Marcatori |  |

| Arbitri: | Jose Gomez Sergi Mayor |

|                                                                                      |           |                                                       |
| Nicolía 1'41" Rocha 5'05" Adroher 23'49" Rodrigues 26'34" Rafael 30'41" Neves 43'50" | Marcatori | 18'17" Cinquini 26'47" Maremmani 37'05" 39'23" De Oro |

#### Girone D
| Squadra         | Pt | G | V | N | P | GF | GS | DG  |
| --------------- | -- | - | - | - | - | -- | -- | --- |
| Sporting CP     | 13 | 6 | 4 | 1 | 1 | 24 | 13 | +11 |
| Liceo La Coruña | 11 | 6 | 3 | 2 | 1 | 23 | 17 | +6  |
| Amatori Lodi    | 8  | 6 | 2 | 2 | 2 | 19 | 24 | -5  |
| Quévert         | 1  | 6 | 0 | 1 | 5 | 12 | 24 | -12 |

| Arbitri: | Raul Burgus Josep Ribò |

|                                                                             |           |                  |
| Oliveira 18'13" 24'28" 30'07" Gil Gómez 18'59" Font 21'40" Magalhaes 39'31" | Marcatori | 34'38" Lepodolec |

| Arbitri: | Miguel Guilherme Luis Peixoto |

|                                                        |           |                                                                                     |
| Illuzzi 10'21" G. Cocco 17'20" A. Verona 47'02" 47'15" | Marcatori | 12'14" C. Di Benedetto 22'33" Torres 35'11" 47'09" Lamas 38'42" 38'56" 47'39" Miras |

| Arbitri: | Alessandro Eccelsi Filippo Fronte |

|               |           |                  |
| Torres 17'30" | Marcatori | 21'26" Magalhaes |

| Arbitri: | Josè Pinto Rui Torres |

|                              |           |                                       |
| Garcia 34'37" Le Roux 36'46" | Marcatori | 9'34" 28'34" G. Cocco 22'04" Malagoli |

| Arbitri: | Jose Gomez Juan Melero |

|                                                                                         |           |                 |
| Gil Gómez 1'57" 7'24" V. Pinto 8'10" Font 19'17" Oliveira 20'35" J. Pinto 33'42" 42'15" | Marcatori | 33'20" Malagoli |

| Arbitri: | Joaquim Pinto Paulo Rainha |

|                                             |           |                                                        |
| Sero 18'10" Turluer 43'00" Lepodolec 49'00" | Marcatori | 13'30" Coy 16'50" 17'30" 39'10" 44'20" C. Di Benedetto |

| Arbitri: | Paulo Almeida Paulo Santos |

|                                                                                    |           |                                             |
| Torres 27'21" 28'42" C. Di Benedetto 34'42" E. Lamas 41'58" 48'40" J. Lamas 44'09" | Marcatori | 32'52" Sero 34'09" Turluer 41'47" Lepodolec |

| Arbitri: | Antonio Gomez Oscar Valverde |

|                                                                                     |           |                                                       |
| Compagno 18'46" 44'54" 49'58" Illuzzi 27'06" 37'54" G. Cocco 32'04" G. Pinto 39'20" | Marcatori | 7'40" 28'3" J. Pinto 34'56" V. Pinto 47'54" Gil Gómez |

| Arbitri: | Jose Pinto Julio Teixeira |

|              |           |                 |
| Torres 9'23" | Marcatori | 19'17" Compagno |

| Arbitri: | Alberto Lopez Sergi Mayor |

|  |           |                  |
|  | Marcatori | 49'07" Gil Gómez |

| Arbitri: | Xavier Bleuzen Julien Thibaud |

|                                                                         |           |                                                    |
| Oliveira 17'16" V. Pinto 31'41" 41'02" Gil Gómez 36'21" J. Pinto 44'46" | Marcatori | 6'10" J. Lamas 12'34" Miras 16'34" C. Di Benedetto |

| Arbitri: | Orlando Panza Joaquim Pinto |

|                                                 |           |                                              |
| Malagoli 30'14" Illuzzi 32'45" A. Verona 45'10" | Marcatori | 2'46" Lepodolec 37'00" Galbas 48'12" Turluer |

### Quarti di finale
| Squadra 1       | Totale | Squadra 2     | Andata | Ritorno |
| --------------- | ------ | ------------- | ------ | ------- |
| Liceo La Coruña | 6 – 8  | Reus Deportiu | 4 – 1  | 2 – 7   |
| Benfica         | 5 – 11 | Porto         | 3 – 2  | 2 – 9   |
| Follonica       | 4 – 8  | Barcellona    | 3 – 3  | 1 – 5   |
| Oliveirense     | 4 – 6  | Sporting CP   | 2 – 3  | 2 – 3   |

#### Andata
| Arbitri: | Antonio Gomez Oscar Valverde |

|                                               |           |                            |
| Rodrigues 4'49" T. Rafael 12'10" Neves 20'55" | Marcatori | 9'16" H. Nunes 28'16 Alves |

| Arbitri: | Miguel Guilherme Luis Peixoto |

|                                       |           |                                              |
| Martínez 15'44" 45'58" Pagnini 47'08" | Marcatori | 9'00" Panadero 20'13" Pascual 43'13" Ordóñez |

| Arbitri: | Joaquim Pinto Ruis Torres |

|                                                        |           |              |
| Lamas 2'12" Miras 21'46" 41'53" C. Di Benedetto 41'33" | Marcatori | 21'09" Marin |

| Arbitri: | Franco Ferrari Matteo Galoppi |

|                       |           |                                              |
| Bargalló 4'14" 13'18" | Marcatori | 16'10" Oliveira 40'56" Gil Gómez 43'58" Font |

#### Ritorno
| Arbitri: | Franco Ferrari Matteo Galoppi |

|                                                                                       |           |                               |
| Alves 1'35" 7'21" 8'42" 27'22" 43'46" Garcia 2'52" 7'59" H. Nunes 13'04" Silva 39'31" | Marcatori | 14'51" Nicolía 48'59" Adroher |

| Arbitri: | Raul Burgos José Ribo |

|                                       |           |                       |
| J. Pinto 2'53" V. Pinto 12'50" 18'16" | Marcatori | 26'48" 46'28" Moreira |

| Arbitri: | Xavier Bleuzen Julien Thibaud |

|                                                                            |           |               |
| Pascual 2'54" Alabart 12'18" Bargalló 33'22" Ordóñez 45'01" Barroso 46'11" | Marcatori | 39'05" Banini |

| Arbitri: | Ulderico Barbarisi Massimiliano Carmazzi |

|                                                                                        |           |                      |
| Torra 7'36" 30'48" Salvat 12'30" 35'03" Casanovas 13'54" Rodriguez 18'32" Marin 18'55" | Marcatori | 33'24" 48'34" Payero |

### Final Four
Le Final Four della manifestazione si sono disputate presso la Dragão Caixa a Porto dal 12 al 13 maggio 2018.
|  | Semifinali    | Semifinali    | Semifinali |       |            | Finale     | Finale | Finale |  |
|  |               |               |            |       |            |            |        |        |  |
|  | Reus Deportiu | Reus Deportiu | 2          |       |            |            |        |        |  |
|  | Reus Deportiu | Reus Deportiu | 2          |       |            |            |        |        |  |
|  | Barcellona    | Barcellona    | 4          |       |            |            |        |        |  |
|  | Barcellona    | Barcellona    | 4          |       | Barcellona | Barcellona | 4      |        |  |
|  |               |               |            |       | Barcellona | Barcellona | 4      |        |  |
|  |               |               | Porto      | Porto | 2          |            |        |        |  |
|  | Porto         | Porto         | Porto      | Porto | 2          | 5          |        |        |  |
|  | Porto         | Porto         |            |       |            |            |        |        |  |
|  | Sporting CP   | Sporting CP   | 2          |       |            |            |        |        |  |